# Де Розарио, Осазе
Осазе Тафари Де Розарио (англ. Osaze Tafari De Rosario; род. 19 июля 2001, Миссиссога, Онтарио, Канада) — канадско-американский футболист, нападающий клуба «Такома Дифайенс» и сборной Гайаны.

## Карьера
Воспитанник молодёжных академий «Торонто» и «Нью-Йорк Сити». В 2018 году выступал за клуб «Торонто III» в Лиге 1 Онтарио, являющийся третьим дивизионом чемпионата Канады. В конце 2020 года покинул «Нью-Йорк Сити», а в начале 2021 года отправился на просмотр в испанский футбольный клуб «Луго».
После просмотра, в сентябре 2021 года подписал трёхлетний контракт с украинским клубом «Рух», в составе которого начал выступать в юношеском чемпионате Украины. В футболке львовского «Руха» дебютировал 24 октября 2021 года в ничейном (2:2) домашнем поединке 12-го тура Премьер-лиги Украины против «Миная». Осазе вышел в стартовом составе, а на 46-й минуте его заменил Даниил Кондраков. Сыграв ещё один матч, 16 февраля покинул команду.
Проходил просмотр в клубе Канадской премьер-лиги «Йорк Юнайтед» на предсезонном сборе в марте 2022 года. 6 апреля подписал с клубом однолетний контракт с опциями продления ещё на два года. За «Йорк» дебютировал в матче стартового тура сезона 2022 против «Галифакс Уондерерс» 7 апреля. Свой первый гол за «Йорк» забил в ворота «Эдмонтона» 15 апреля. В матче против «Галифакса» 1 августа оформил дубль, за что был назван игроком недели в КПЛ. 16 ноября продлил контракт с клубом на два года, до конца сезона 2024.
В августе 2023 года Канадский центр этики в спорте дисквалифицировал де Розарио на один месяц после того, как его анализ мочи дал положительный результат на тетрагидроканнабинол.
19 марта 2024 года перешёл в клуб MLS Next Pro «Такома Дифайенс». Свой дебют за «Такому», в матче против «Вентура Каунти» 31 марта, отметил голом. 8 мая был взят в краткосрочную аренду «Сиэтл Саундерс», материнским клубом «Такомы Дифайенс», на матч Открытого кубка США 2024 против «Луисвилл Сити», в котором вышел на замену во втором экстра-тайме.

## Личная жизнь
Осазе Де Розарио является сыном игрока сборной Канады Дуэйна Де Розарио.